# Trương Hàn (diễn viên)
Trương Hàn (sinh ngày 6 tháng 10 năm 1984) là nam diễn viên người Trung Quốc.

## Tiểu sử
Năm 2003, Trương Hàn theo học khoa Diễn xuất của Học viện Hý kịch Trung ương. Trương Hàn từng hoài nghi về khả năng diễn xuất của bản thân khi cảm thấy mình khá nhút nhát và cả thẹn.
Trương Hàn từng đi loanh quanh tại khu vực nhà ga Bắc Kinh để quay một đoạn phim ngắn về một chuyện tình lãng mạn, xuất phát từ một câu chuyện về một chàng trai nghèo khó. Đoạn phim ngắn đã đạt giải thưởng và Trương Hàn quyết định gắn bó với nghề diễn.

## Đời tư
Trương Hàn từng có mối tình 5 năm với diễn viên Trịnh Sảng. Đến năm 2014 hai người chia tay. Tháng 8 năm 2015, Trương Hàn công khai tình cảm với diễn viên Cổ Lực Na Trát.
Ngày 25 tháng 12 năm 2017, hai phía studio của Trương Hàn và Cổ Lực Na Trát ra thông báo chia tay.

## Danh sách phim

### Phim truyền hình
| Năm  | Tựa phim                                   | Ghi chú          | Vai diễn                       |
| ---- | ------------------------------------------ | ---------------- | ------------------------------ |
| 2009 | Ngưỡng Giác                                | 仰角             | Đồng Tự Học                    |
| 2009 | Cùng ngắm mưa sao băng                     | 一起来看流星雨   | Mộ Dung Vân Hải                |
| 2010 | Lại cùng ngắm mưa sao băng                 | 一起又看流星雨   | Mộ Dung Vân Hải                |
| 2008 | Đại phong ca                               | 大风歌           | Trương Thích Chi               |
| 2008 | Vô tình yêu anh                            | 一不小心爱上你   | Tần Lãng                       |
| 2008 | Hoàng Đồ Đằng                              | 凰图腾           | Đoạn Phi Hồng                  |
| 2012 | Thái Bình công chúa bí sử                  | 太平公主秘史     | Lý Long Cơ                     |
| 2012 | Đẳng cấp quý cô                            | 胜女的代价       | Thang Tuấn (Tom)               |
| 2012 | Một nửa đồng thoại                         | 童话二分之一     | Nhà báo (vai khách mời)        |
| 2013 | Chờ được nở rộ                             | 等待绽放         | Lưu Diệc Minh                  |
| 2013 | Thời đại quý cô                            | 胜女的代价2      | Hoa Thiên Tề                   |
| 2013 | Tùy Đường Diễn Nghĩa                       | 隋唐演义         | La Thành                       |
| 2013 | Giới văn phòng hoa lệ                      | 華麗上班族       | Lý Tưởng                       |
| 2014 | Sam Sam tới rồi                            | 杉杉来了         | Phong Đằng                     |
| 2014 | Mỹ Nam Khác Biệt                           | 不一样的美男子   | Cao Viễn Thụ                   |
| 2015 | Thiếu Niên Tứ Đại Danh Bổ                  | 少年四大名捕     | Lãnh Huyết                     |
| 2016 | Sơn Hải Kinh Truyền Thuyết Xích Ảnh        | 山海经之赤影传说 | Xích Vũ/Tâm Nguyệt Hồ          |
| 2016 | Thập Tông Tội - 10 tội ác                  | 十宗罪           | Họa Long                       |
| 2017 | Truyền kỳ đại hưởng                        | 传奇大亨         | Cố Diên Mai                    |
| 2018 | Huyền của Ôn Noãn                          | 温暖的弦         | Chiêm Nam Huyền                |
| 2018 | Nếu Paris không vui vẻ                     | 如若巴黎不快乐   | Đồng Trác Nghiêu               |
| 2021 | Nếu em bình an thì đó mới là ngày đẹp trời | 若你安好便是晴天 | Đường Minh Hiên                |
| 2021 | Hải dương chi thành                        | 海洋之城         | Đinh Khải                      |
| 2022 | Các quý ông múi giờ số 8                   | 东八区的先生们   | Đồng Ngữ                       |
| TBA  | Cẩm Y Dạ Hành                              | 锦衣夜行         | Hạ Tầm (đóng máy năm 2015)     |
| TBA  | Hạ mộng cuồng thi khúc                     | 夏梦狂诗曲       | Hạ Thừa Tư (đóng máy năm 2016) |

### Phim điện ảnh
- 2007 - Dấu tích trưởng thành (成长的痕迹) - vai Lý vân Phong
- 2007 - Tinh Võ Môn (精舞门) - vai MC Haha
- 2008 - Turbulent Times (狂暴)
- 2009 - Hearty Paws 2 (心心歷險記2) - vai Trương Minh
- 2010 - Không giới hạn (無極限之危情速遞) - vai Cấp Hạn
- 2013 - Đêm kinh hoàng (夜幕驚魂)
- 2014 - Ít nhất còn có em (至少還有你) - vai Vương Huy
- 2015 - Công thức tình yêu của cô nàng tomboy - vai Diệp Tư Dật
- 2016- Tùy Đường Anh Hùng - vai La Thông

## Âm nhạc

### Nhạc phim
- Ngôn ngữ các vì sao (星空物語) - OST Cùng ngắm mưa sao băng (hát cùng Du Hạo Minh, Ngụy Thần, Chu Tử Kiêu)
- Hãy để anh tặng em một bài ca (讓我為你唱一首歌) - OST Cùng ngắm mưa sao băng (hát cùng Du Hạo Minh, Ngụy Thần, Chu Tử Kiêu)
- Nhặt lại ký ức (拾憶) - OST Cùng ngắm mưa sao băng
- Nhất thời bất cẩn yêu anh rồi (一不小心爱上你) - OST Vô tình yêu anh (song ca cùng Giang Ánh Dung)
- Cuộc phiêu lưu ngọt ngào (甜蜜的冒險) - nhạc game 光之冒險
- Yêu đến vô cùng (極限愛戀) - OST Không giới hạn (song ca cùng Trịnh Sảng)
- Làm người bạn tốt nhất của em (做最爱你的朋友) - OST Đẳng cấp quý cô
- Nước mắt thiên sứ (天使之淚) - OST Đẳng cấp quý cô 2
- Lời hứa của gió (风之诺言) - OST Sam Sam đến rồi
- Anh hùng trong gió -OST Thiếu niên tứ đại danh bổ
- Đừng hỏi - OST Sơn Hải Kinh Truyền Thuyết Xích Ảnh

## Giải thưởng
| Năm  | Giải                                          | Ghi chú                                         |
| ---- | --------------------------------------------- | ----------------------------------------------- |
| 2009 | Diễn viên được yêu thích nhất quý 3 năm 2009  | Lễ trao giải phim truyền hình mạng Sohu         |
| 2009 | Top 50 người đẹp trai nhất Trung Quốc         | Lễ trao giải thưởng của Beijing News Station    |
| 2009 | Nam diễn viên mới Đại Lục được yêu thích nhất | Trao bởi CRI International Online Entertainment |
| 2009 | Nghệ sĩ tiềm năng                             | Lễ trao giải thưởng Tencent Star                |
| 2009 | Nghệ sĩ mới của năm                           | Lễ trao giải thưởng Billboard Music Festival    |
| 2009 | Diễn viên triển vọng                          | Lễ trao giải của mạng Sina                      |
| 2010 | Nam diễn viên mới xuất sắc nhất               | Lễ hội mùa thu phim truyền hình mạng            |
| 2010 | Cặp đôi được yêu thích nhất                   | Lễ hội mùa thu phim truyền hình mạng            |
| 2011 | Bộ phim được yêu thích nhất                   | Baidu Entertainment                             |
| 2015 | Ngôi sao Châu Á được yêu thích nhất           | Seoul International Drama Awards                |